# Colin Higgins
Colin Higgins (Nouméa, 1941. július 28. – Hollywood, 1988. augusztus 5.) ausztrál–amerikai forgatókönyvíró, színész, rendező, producer. Leginkább az 1971-es Harold és Maude című film forgatókönyvéről, valamint az Óvakodj a törpétől (1978) és a Kilenctől ötig (1980) című filmek rendezőjeként ismert. John Higgins ausztrál színész öccse.

## Élete, pályája

### Kezdetek
Nouméában (Új-Kaledónia, Franciaország), ausztrál anyától (Joy Kelly) és amerikai apától (John Edward Higgins), hat fiuk egyikeként született. Apja bevonult a hadseregbe a Pearl Harbor elleni támadást követően, anyja pedig visszatért Sydney-be Colinnal meg egyik bátyjával. Eltekintve egy rövid, 1945-ös San Franciscó-i tartózkodásától, Higgins Sydney-ben élt 1957-ig. A Hunters Hill külvárosban a Szent Ignác Főiskolán, Riverview-ban tanult.
Redwood Citybe való költözése után a Stanford Egyetemre járt egy évig, de aztán elvesztette ösztöndíját, s ehelyett a színház „megszállottja” lett. New Yorkba költözött, és az Actors Studióban ténfergett, de nem talált munkát, így az ABC televíziós stúdiókhoz került. Akkor még reményét is elvesztette, hogy színész lehessen, amikor besorozták az amerikai hadseregbe. Németországban, a Stars and Stripes katonaújságnak kellett cikkeket írnia.
1965-ben leszerelt, és hat hónapig Európában, főleg Párizsban élt, majd visszatért a Stanfordra a kreatív írás művészete tárgy bakkalaureátusi fokozatát megszerzendő. Később azt mondta: „miután egy darabig utazgattam, s dolgoztam, arra törekedtem, hogy megtanuljak tanulni. Megtanultam, hogyan kell valamit megcsinálni, nem azért, hogy csak valahol máshol aludjak”.
Míg a főiskolára járt, kis színházi produkciókban játszott, pl. másfél évig az Egyszer, esténként című szexvígjátékban. Írt egy darabot Oncearound a Quad címmel, amelyet elő is adtak, miután a Stanfordot elhagyta.

### Hollywoodban
Miután Stanfordban végzett, matrózként munkába állt „mert látni akartam a Keletet. Nem tartott sokáig, hogy rájöjjek, hogy a napot Joseph Conrad és Eugene O’Neill birtokolták. Nem dolgoztam, túl sok ember volt ott”.
Meglátogatta az Expo 67-et Montrealban, ahol a kiállítási filmek arra inspirálták, hogy a filmgyártást kezdje tanulmányozni. Képzőművészetet és forgatókönyvírást tanult az UCLA-n, ahol az osztálytársa volt Paul Schrader. Csinált két rövidfilmet: Opus One (1968), egy oktatófilm-szatírát, és a Retreatet, egy háborúellenes nyilatkozatot (A. M. F. A.). Ez utóbbi dolgozat szolgált alapjául a Harold és Maude (1971) című darabjának.
Érettségi után elment dolgozni egy gazdag családhoz Los Angelesbe, részmunkaidős sofőrnek, és medencetisztítónak, ingyenes szállásért cserébe. Ott találkozott Ed Lewis producerrel, akinek megmutatta a Harold és Maude tervezetét. Lewis aztán megmutatta a Paramountnál Robert Evansnek. Higgins maga akarta megrendezni a forgatókönyvét, meg is pályázott erre 7000 dollárt, de a Paramount inkább Hal Ashbyre bízta rendezést. Higgins mégis jól együtt tudott működni Ashbyvel, végül mindketten elégedettek voltak a filmmel, amelynek eleinte nem volt kasszasikere.
Ajánlatot kapott a Hét tévéfilmje sorozatba, Az ördög lánya (1972) című epizódra, amelyet később „csak egy munka”-ként minősített. Jean-Louis Barrault meghívta Párizsba, a Harold és Maude színre vitelére, Madeleine Renaud francia színésznő főszereplésével. A francia fordítást Jean-Claude Carriere készítette, s a darab hét évig ment a színházban. A Harold és Maude filmet világszerte továbbra vetítették a mozikban, és 1983-ban komoly profitot is hozott. (Ugyanabban az évben Higgins összesen egymillió dollárt kapott a forgatókönyvért és jogdíjként.)
Míg Párizsban volt, Higgins találkozott színházi Peter Brook színházi rendezővel, majd házi drámaíróként neki dolgozott. Közösen írtak egy darabot az ugandai hegyi emberekről Az Ik címmel, amelyet Párizsban, Londonban és New Yorkban is játszottak.
Higgins 1976-ban megírta az Ezüst csík című thriller forgatókönyvét, amely sláger lett Arthur Hiller rendezésében. Higgins később azt mondta, hogy ha ő rendezte volna „egy kicsit kevésbé lett volna hűséges az íróhoz; szerettem volna jobban megvágni”.

### Rendezőként
Az Ezüst csík sikere nyomán 1978-ban megírta az Óvakodj a törpétől forgatókönyvét. Ennek óriási kasszasikere indította el rendezői karrierjét.
1980-ban írt egy vígjáték-thrillert A férfi, aki kedden veszett el címmel, amikor ajánlatot kapott a Kilenctől ötig című színdarab megírására. Nagy sikere volt, akárcsak 1982-ben A legjobb kis bordélyház Texasban musicalnek, amelyet Higgins maga rendezett.
Az volt a célja, hogy meg is rendezi A férfi, aki kedden veszett el című filmjét, de a Paramount szerint a költségvetése túl magas lett volna, így elvetették a leforgatását.
1985-ben közös projekten dolgozott a drámaíró Jonathan Reynoldsszal. 1986-ban  állítólag írt egy forgatókönyvet Washingtoni lányok címmel, Jane Fonda, Lily Tomlin és Dolly Parton számára.
Utolsó munkája 1987-ben az Ég és föld között/Találd meg önmagad! (Out on a Limb) című tévéjáték volt, amelynek a koproducere is ő volt.
Nyíltan vállalta melegségét, AIDS-szel kapcsolatos betegségben, otthonában érte a halál, 1988. augusztus 5-én. A Valhalla Memorial Park Temetőben nyugszik.

## Öröksége
Az 1986-ban általa létrehozott Colin Higgins Alapítvány támogatást nyújt a meleg, illetve transznemű fiataloknak. Akkor alapította, amikor 1985-ben diagnosztizálták nála a HIV-pozitivitását. Azt írta, hogy olyan filmesek ihlették erre, mint Judd Apatow, Seth Rogen, Wes Anderson és Paul Feig.

## Filmográfia
| Év   | Magyar cím                             | Eredeti cím                         | Feladatkör | Feladatkör | Feladatkör |
| Év   | Magyar cím                             | Eredeti cím                         | Rendező    | Író        | Producer   |
| ---- | -------------------------------------- | ----------------------------------- | ---------- | ---------- | ---------- |
| 1971 | Harold és Maude                        | Harold and Maude                    | Nem        | Igen       | Igen       |
| 1973 |                                        | The Devil's Daughter (tévéfilm)     | Nem        | Igen       | Nem        |
| 1976 | Száguldás gyilkosságokkal              | Silver Streak                       | Nem        | Igen       | Nem        |
| 1978 | Óvakodj a törpétől                     | Foul Play                           | Igen       | Igen       | Nem        |
| 1980 | Kilenctől ötig                         | 9 to 5                              | Igen       | Igen       | Nem        |
| 1982 | A legjobb bordélyház Texasban          | The Best Little Whorehouse in Texas | Igen       | Igen       | Nem        |
| 1987 | Ég és föld között (kétrészes tévéfilm) | Out on a Limb                       | Nem        | Igen       | Igen       |

Színészként
- 1985: Ármány és szőke (Into the Night) – színész (stáblistán nem szerepel)

Megvalósítatlan forgatókönyvei
- A kedden elveszett férfi – vígjáték-thriller (Párizs)
- First Lady – politikai szatíra Lily Tomlin életéről

Színház
- Harold és Maude (1972)
- Az Ik (1975)

## Fordítás
- Ez a szócikk részben vagy egészben  a   Colin Higgins című angol Wikipédia-szócikk ezen változatának fordításán alapul.  Az eredeti cikk szerkesztőit annak laptörténete sorolja fel. Ez a jelzés csupán a megfogalmazás eredetét és a szerzői jogokat jelzi, nem szolgál a cikkben szereplő információk forrásmegjelöléseként.